# Condylactis aurantiaca
Condylactis aurantiaca är en havsanemonart som först beskrevs av Delle Chiaje 1825.  Condylactis aurantiaca ingår i släktet Condylactis och familjen Actiniidae. Inga underarter finns listade i Catalogue of Life.

## Bildgalleri

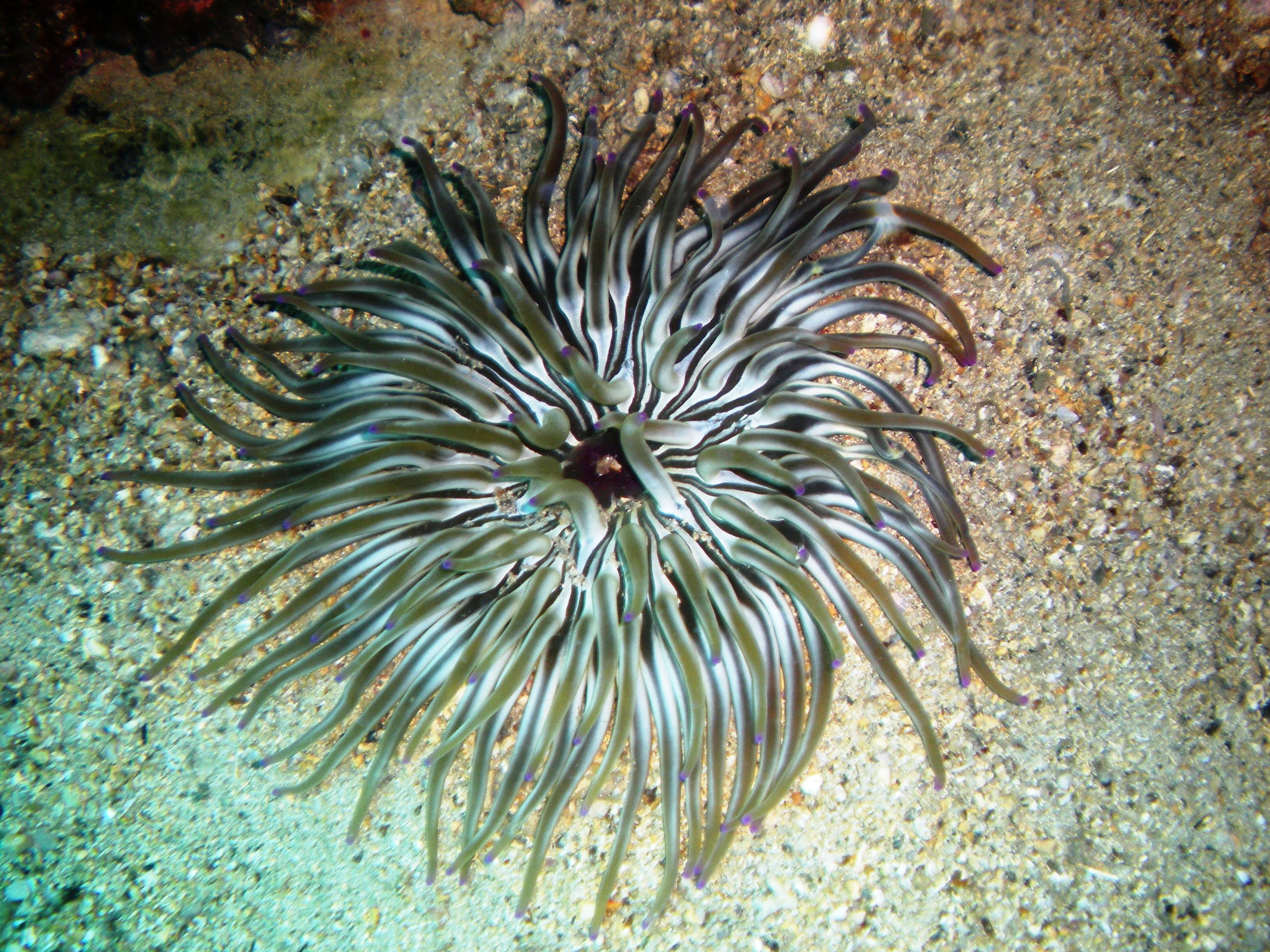